# 幻狼神異記
幻狼神異記（げんろうしんいき）は、横山充男の児童文学作品。イラストはスカイエマ。

## 概要
- 2008年にポプラ社から出版された。
- 全3部作。
  1. 魔物の棲む少年
  2. 狼が目覚める時
  3. 満月の決戦

## あらすじ
怒りにわれを忘れて暴力事件を起こした宗方健は、都内の私立學璽院中学校に転校してきた。
健は自分の内に潜む「魔物」に恐れながら、新しい学校に溶け込もうとするが、自分の知らない能力を知っているらしい敷島一輝に「狼狩り」という不良退治に誘われた。
そこで起きた事件をきっかけに、出会った宗教団体指導者の敷島陽堂から、自分の「魔物」の正体について知らされる。
それは敷島一族が健の能力を自分たちの目的のために利用するためだったが、夏休みの古代史研究会の遠征で鈴鹿山脈で健の本当の能力を知る。
そして…。

## 登場人物
宗方 健（むなかた たける）
狼使いの能力を秘めた少年。事件を起こし學璽院中学校に転校する。
犬養 正美（いぬかい まさみ）
健のクラスメイトで、古代史研究会に所属。敷島一輝にあこがれている。
敷島 一輝（しきしま かずき）
古代史研究会部長で生徒会長。文武両道に秀でている。裏では式神を操り都内の学校の支配をたくらんでいる。
波多 みつき（はた みつき）
古代史研究会副部長で敷島一輝の双子の妹。霊的レベルは一輝を上回る。波多家に養女に出された。
葛城 ゆかり（かつらぎ ゆかり）
古代史研究会メンバーだが、敷島らとは距離を置いている。
西原 隼人（さいばら はやと）
敷島一輝に支配されている高校生。「清明浄霊会」のメンバー。
神流 統治（かんな とうち）
敷島一輝らの標的にされたワル。
井上 一馬（いのうえ かずま）
健の祖父で、元陸上自衛隊特殊部隊の隊員。
敷島 陽堂（しきしま ようどう）
一輝、みつきの父で宗教団体「清明浄霊会」を主宰している。
結城 実（ゆうき みのる）
フリージャーナリスト。産軍共同体を追及しているうちに健と知り合う。